# ميخائيل تشيثام
ميخائيل تشيثام (بالإنجليزية: Michael Cheetham)‏ هو لاعب كرة قدم بريطاني في مركز الوسط، ولد في 30 يونيو 1967 في نايميخن في هولندا. لعب مع إيبسويتش تاون وكامبريدج يونايتد وكولتشستر يونايتد ونادي تشيسترفيلد ونادي كامبريدج ستي.

## وصلات خارجية
- ميخائيل تشيثام على موقع قاعدة بيانات كرة القدم.إي يو (الإنجليزية)
- ميخائيل تشيثام على موقع Soccerbase.com (لاعب) (الإنجليزية)